# Alfa Romeo Sprint
O Sprint é uma versão coupé do Alfa Romeo Alfasud, produzido emtre 1976 e 1989 pela Alfa Romeo. Ao todo, 116.552 exemplares foram produzidos de Alfasud Sprint e Alfa Romeo Sprint. O Sprint foi vendido na Europa, África do Sul, Austrália e Nova Zelândia.
|  |  |

## Motores
| Modelo | Tipo  | Disposição | Potência                         |
| ------ | ----- | ---------- | -------------------------------- |
| 1.2    | Boxer | 1286 cc    | 75 hp (55,9 kW)                  |
| 1.3    | Boxer | 1351 cc    | 77 hp (57,4 kW) 84 hp (62,6 kW)  |
| 1.5    | Boxer | 1490 cc    | 84 hp (62,6 kW) 105 hp (78,3 kW) |
| 1.7    | Boxer | 1712 cc    | 114 hp (85,0 kW)                 |
| 1.7    | Boxer | 1712 cc    | 118 hp (88,0 kW)                 |